# Acrocephalus rehsei
Acrocephalus rehsei là một loài chim trong họ Acrocephalidae.

## Hình ảnh

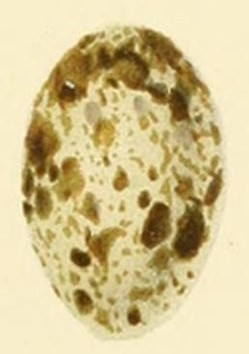